# Camellia sinensis
La planta de té (Camellia sinensis) es una especie de planta cuyas hojas y brotes se utilizan para elaborar el té.
El consumo del té como bebida se ha ubicado en segundo lugar después del agua. A lo largo de la historia han ido evolucionando los métodos de preparación, dando lugar a variedad de ceremonias tradicionales, desde el té hervido, al molido y al infundido. Son muchas las bebidas que se preparan, con este último método, es decir, echando agua caliente sobre hojas, flores, frutos o semillas de hierbas o plantas pero sin dudas, la más completa es el té, en cualquiera de sus variedades (blanco, verde, amarillo, Pu-erh o rojo, oolong, negro, etc.), que dependen principalmente del grado de fermentación y oxidación que se le dé al producto.

## Localización
La planta del té procede del sur de China y el sudeste asiático, aunque hoy se cultiva en todo el mundo, tanto en regiones tropicales como subtropicales. Es una de las 50 hierbas fundamentales usadas en la medicina tradicional china.
Pero el Mercado del Té, que comienza con la producción de Camellia sinensis, se ha desarrollado durante siglos, desde un camino que se origina en China, en el siglo XVIII a. C. y llega a la actualidad, con una producción en más de 40 países ubicados principalmente en Asia, África y América del Sur, luego de pasar por casi todas las culturas del mundo.

## Etimología del té
Té en chino es (茶), que transliterado al pinyin suena como chá y en una transliteración antigua llamada Peh-oe-ji, que normalmente se usaba para los dialectos del sur de China, suena como tê. La forma cha entró en Europa probablemente con los portugueses, mientras que la forma tê lo hizo con los holandeses, ambos grandes mercaderes en Asia, difundiéndose por distintos países y sus lenguas.[cita requerida]

## Descripción

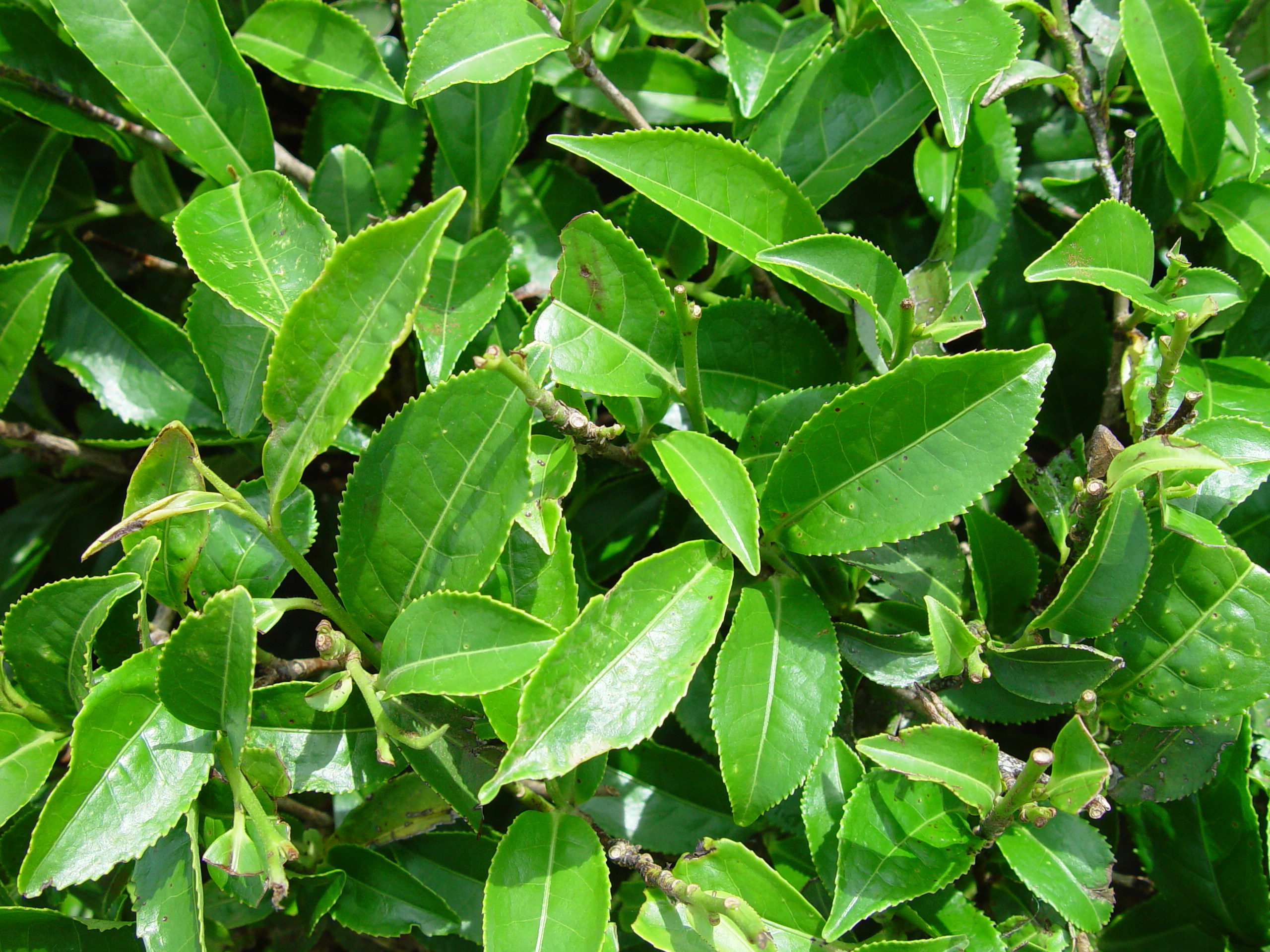
Camelia sinensis, hojas.

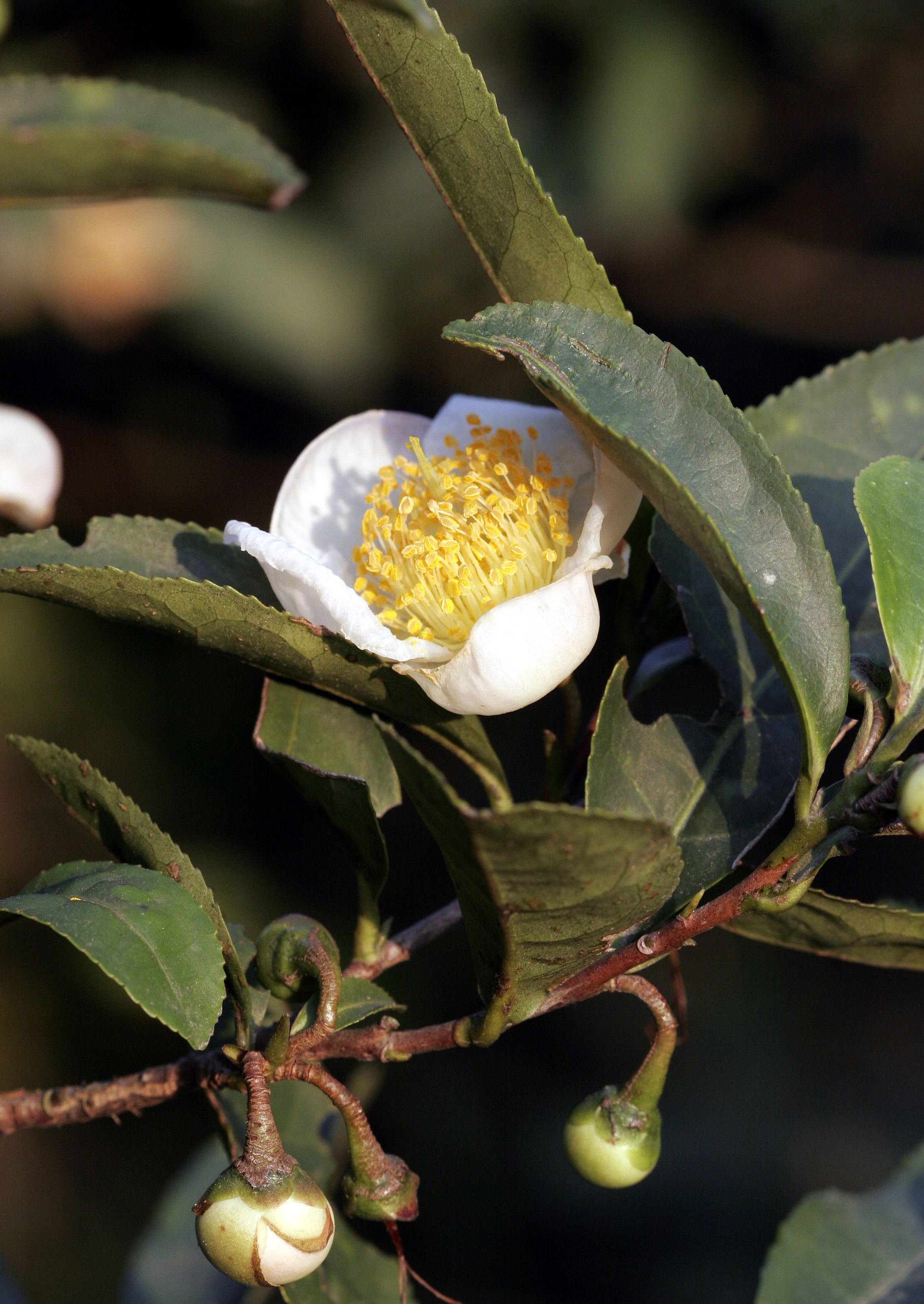
Flor

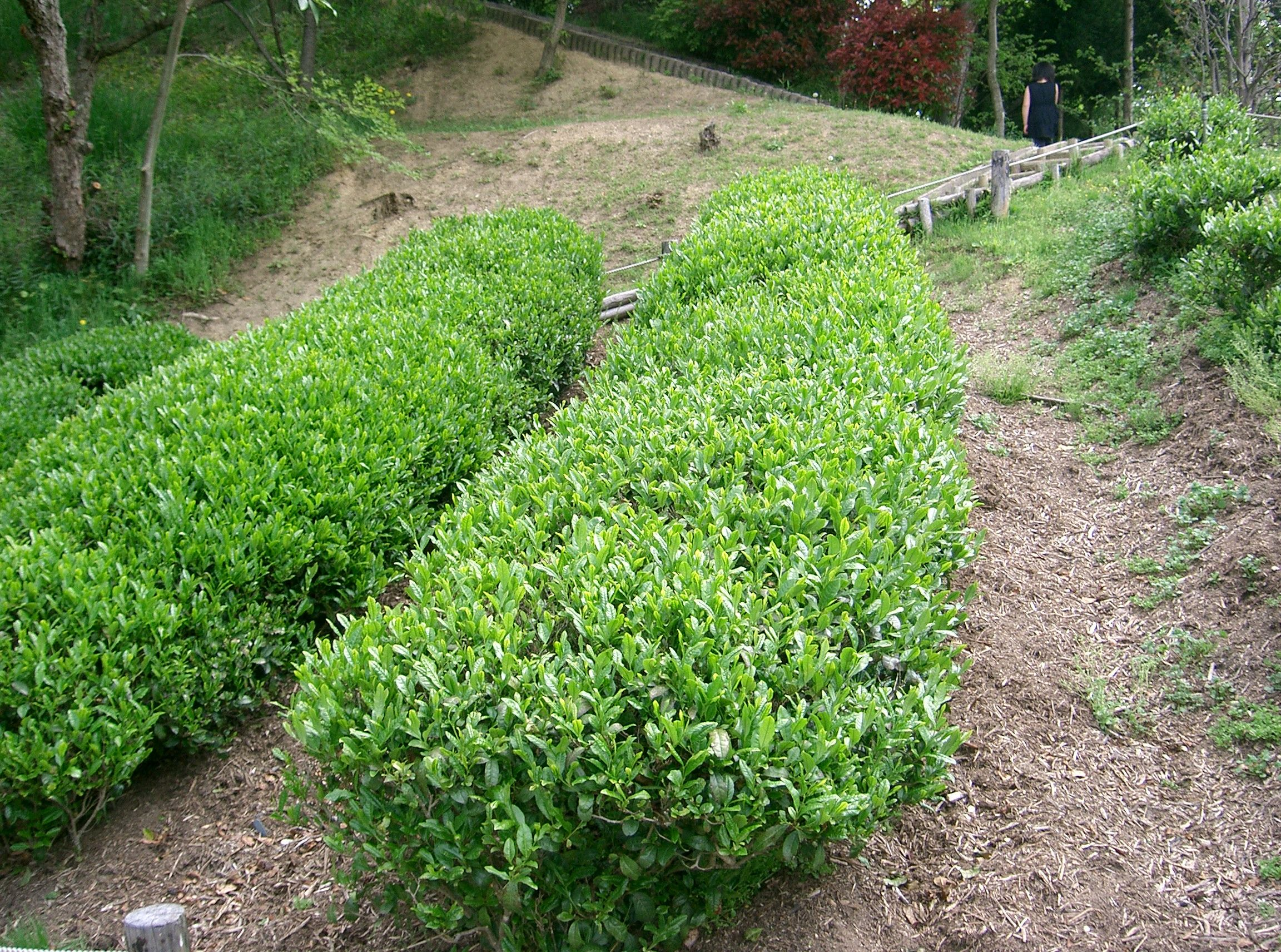
Vista general en una plantación

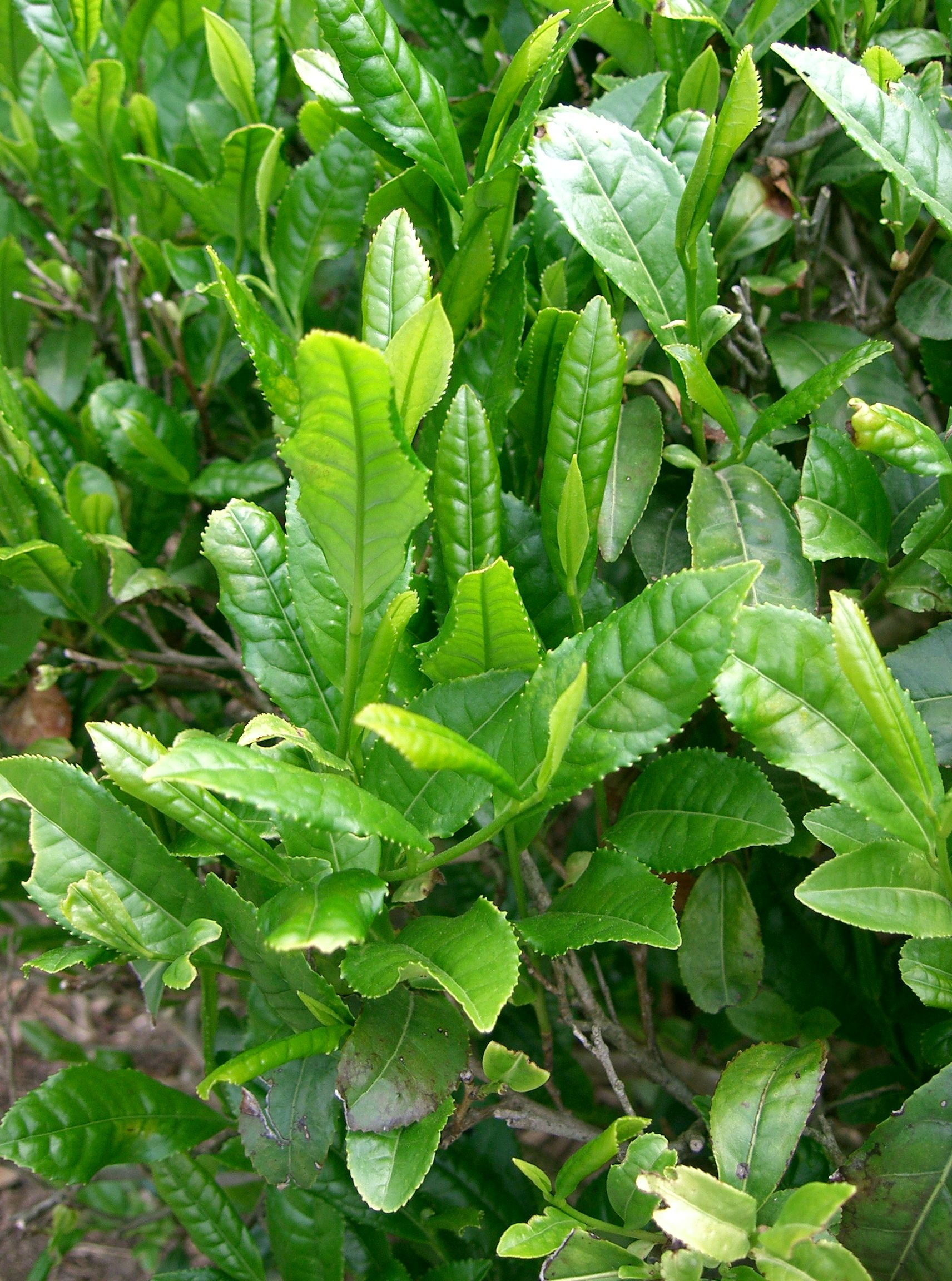
Vista de la planta

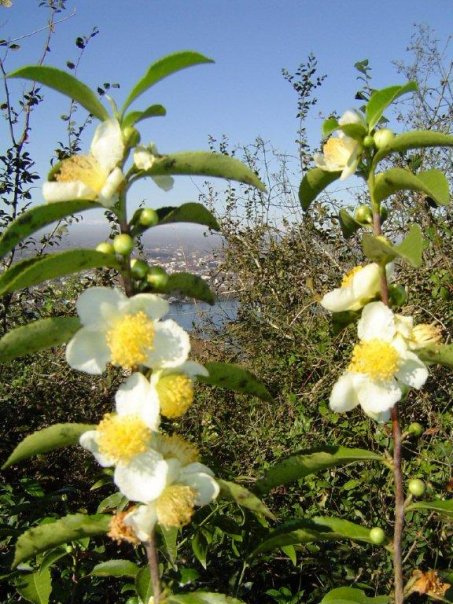
Flores

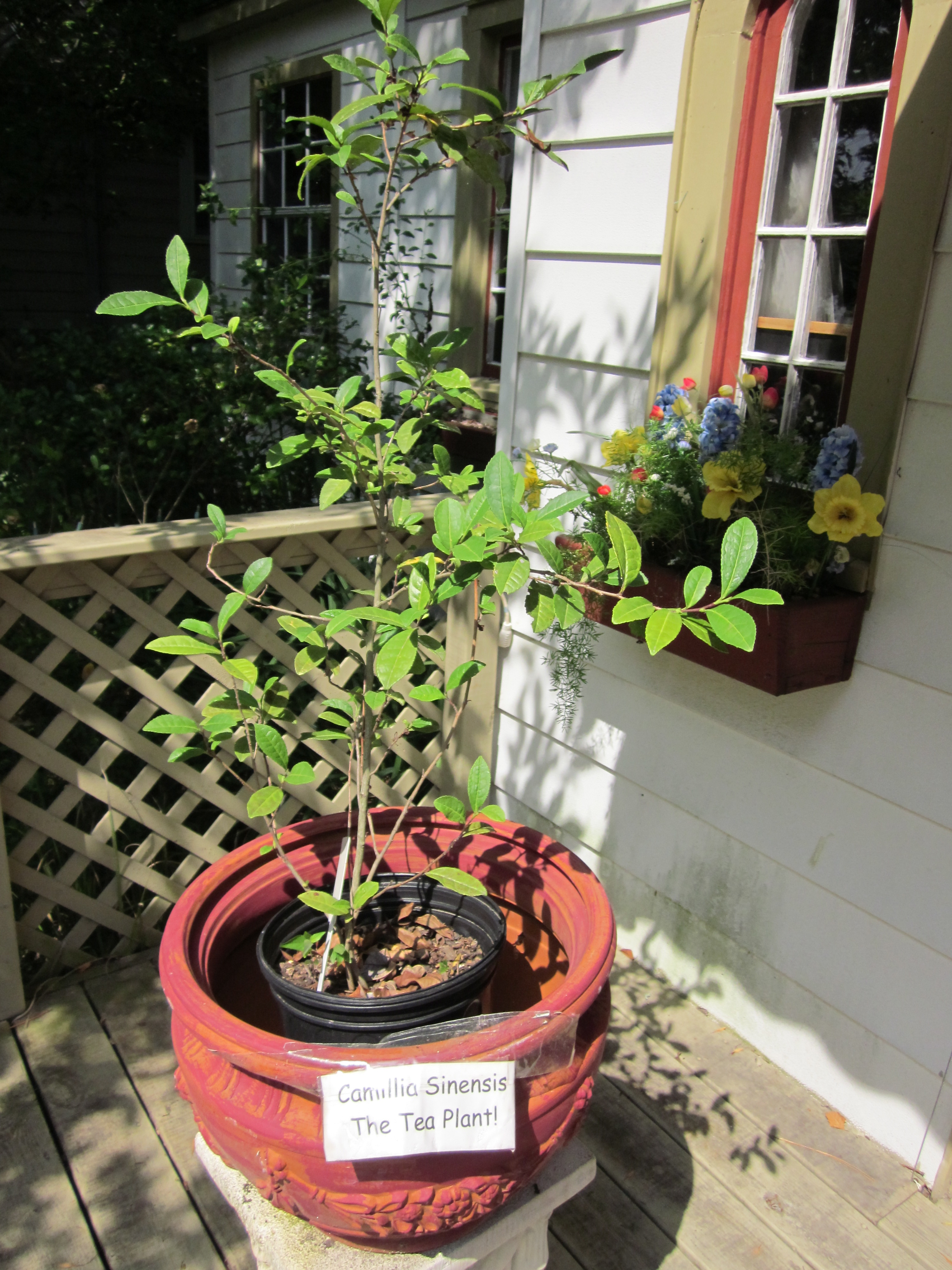
Planta joven

Es un árbol pequeño (1-9 m) perenne que posee una fuerte raíz principal; el árbol normalmente se recorta para que no sobrepase los 2 m cuando se cultiva por sus hojas para elaborar té. Las hojas, glabras y de bordes serrados, miden 4-15 cm de longitud y 2-5 cm de ancho. Las flores, axilares, solitarias o en grupos de 3, tienen 5 sépalos, 6-8 pétalos y numerosos estambres, son de color blanco-amarillentas y miden 2-4 cm de diámetro. El ovario, triloculado, es globoso, densamente pubescente o glabrescente. Las semillas son centimétricas y de color pardo. Segregan, al prensarse, un aceite, el aceite de Camelia que no se debe confundir con el aceite del árbol de té (Melaleuca alternifolia). 

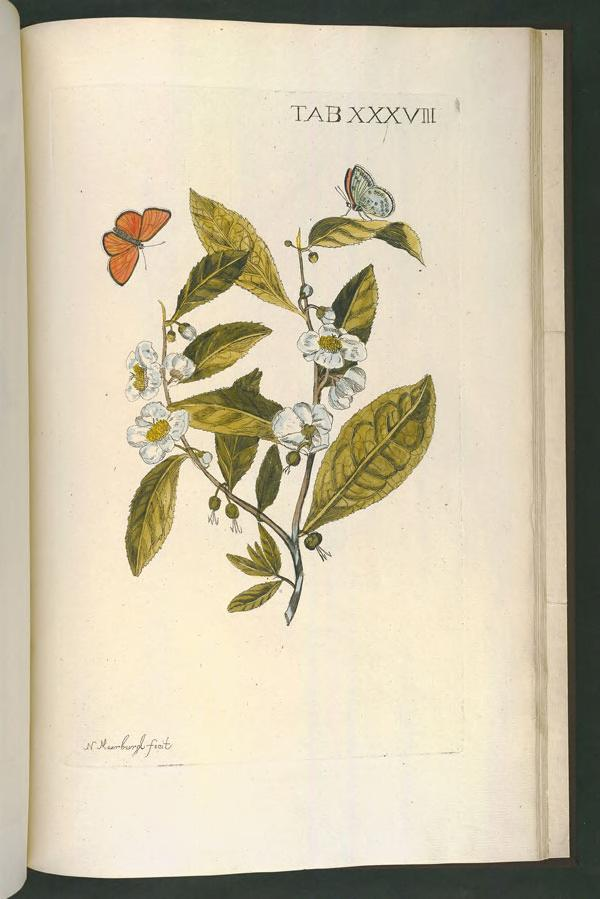
Ilustración de 1775

Biston suppressaria es uno de los principales defoliadores de las plantaciones de té en China, India y Sri Lanka junto con Hyposidra talaca.

## Usos
De esta especie se elabora el té (amarillo, blanco, negro, oolong, Pu-erh o rojo, verde, etc.), que se procesa para obtener diferentes grados de oxidación.
Las hojas contienen alrededor de un 4 % de cafeína. Las características y diferente composición química de las hojas recolectadas, según la edad, producen diferentes tipos de té. Las hojas más viejas son de color verde oscuro. Las tiernas, de color verde pálido y con una corta pubescencia blanca en el envés son las preferidas.
La variedad más utilizada es la assam (a veces llamada C. sinensis assamica o C. assamica) y la planta de China (llamada C. sinensis sinensis), así como varios cruces de estas dos.

## Efectos sobre la salud
Los efectos del té sobre la salud han sido estudiados desde las primeras infusiones de Camellia sinensis hace 4700 años en China. El legendario emperador Shennong afirmó en The Divine Farmer's Herb-Root Classic (en chino tradicional, 神農本草經; en chino simplificado, 神农本草经; pinyin, Shénnóng běncǎo jīng) que las infusiones de Camellia sinensis eran útiles para el tratamiento de afecciones como tumores, abscesos, problemas de vejiga, cansancio. Los posibles beneficios del consumo de té para la salud han sido apoyados por algunos estudios, aunque otros estudios no han encontrado pruebas definitivas que demuestren algún efecto beneficioso. También se le han atribuido efectos antinutricionales como la prevención de absorción de hierro y proteínas, normalmente atribuidos a la tannina. La gran mayoría de los estudios se han realizado con té verde; sin embargo, algunos han sido hechos de otros derivados de la Camellia sinensis, como el té blanco, oolong y té negro. Al té verde se le atribuye el ayudar contra la aterosclerosis, LDL, cáncer, enfermedad inflamatoria intestinal, diabetes, hepatitis, pérdida de peso, enfermedades neurodegenerativas, e incluso la halitosis.
Indicado para la astenia psicofísica, diarrea, bronquitis, asma; coadyuvante en el tratamiento del sobrepeso y arteriosclerosis, hiperlipidemias. Los extractos de té y la teína se suele emplear tópicamente, al igual que la cafeína, en cremas y geles para reducir las adiposidades locales.
Contraindicado cuando se padece gastritis, úlcera gastroduodenal, ansiedad, taquicardia ya que induce al nerviosismo, insomnio, extrasístoles, poliuria. Por su contenido en taninos, puede provocar molestias gástricas, náuseas y vómitos, sobre todo si se toman infusiones concentradas, o en ayunas.

### Investigación de nanopartículas derivadas deC. sinensis
El investigador Sudhagar Pitchaimuthu, de la Universidad de Swansea, realizó una investigación que muestra evidencia de que el extracto de hoja de C. sinensis puede ser una alternativa no tóxica para la elaboración de puntos cuánticos empleando productos químicos. En el estudio se notó que tales puntos inhibieron activamente el crecimiento de las células de cáncer de pulmón. En este trabajo, por primera vez, se demuestra la actividad biológica de puntos cuánticos de sulfuro de cadmio (CdS) mediados por extracto de C. sinensis. Estos puntos cuánticos de CdS de baja dimensionalidad penetran en nanoporos de las células cancerígenas A549 y degradan la célula (producen muerte celular). Los resultados de la citometría de flujo confirman que los puntos cuánticos de CdS mediados por extracto de C. sinensis son altamente reactivos y estables en el bioambiente. El análisis de citometría de flujo confirma que CdS QDs detuvo la fase S de las células A549. Los resultados experimentales sugieren que los QDs de CdS mediados por extracto de C. sinensis son biomateriales prometedores para una amplia gama de aplicaciones biomédicas (antibacterianas, de bioimagen y terapéuticas). El extracto de C. sinensis se puede obtener no solo de hojas frescas, sino también de hojas madre, que reducen el costo total de síntesis en comparación con los estabilizadores químicos convencionales.

## Taxonomía
La especie fue descrita inicialmente como Thea sinensis por Carlos Linneo y publicado en Species Plantarum 1: 515, en 1753, actualmente es tanto un sinónimo como el basónimo de esta; y ulteriormente, sería transferida al género Camellia por Carl Ernst Otto Kuntze en Trudy Imperatorskago S.-Peterburgskago Botaničeskago Sada 10: 195, en 1887.

#### Etimología
Camellia: nombre genérico otorgado en honor del botánico y misionero jesuita del siglo XVII, Jiří Josef Camel (también conocido como Camellus), quien transportó plantas de camelias desde Filipinas a Europa. Carlos Linneo nombró a este género en su honor.
sinensis: epíteto latino geográfico que alude a su localización en China.

#### Variedades
- Camellia sinensis var. assamica (J.W.Mast.) Kitam.
- Camellia sinensis var. dehungensis (Hung T.Chang y B.H.Chen) T.L.Ming
- Camellia sinensis var. sinensis
- Camellia sinensis var. pubilimba Hung T.Chang
- Camellia sinensis var. waldenae (S.Y.Hu) Hung T.Chang[1][2]